# Der Tod des Wesir-Muchtar

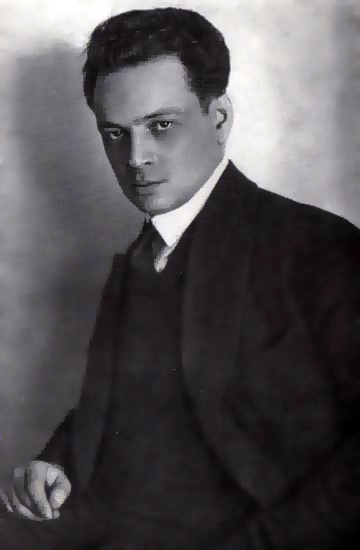
Juri Tynjanow, 1928 in Prag

Der Tod des Wesir-Muchtar (russisch Смерть Вазир-Мухтара, Smert Wasir-Muchtara) ist ein historischer Roman des sowjetischen Schriftstellers Juri Tynjanow, der 1927 und 1928 in zwölf Heften der monatlich in Leningrad erscheinenden Literaturzeitschrift Swesda (Der Stern) vorabgedruckt wurde. Die erste Buchausgabe erschien 1929 im Leningrader Verlag Priboi (Der Wellenbrecher).

## Überblick
Wesir-Muchtar ist ein Titel und steht auf Persisch für Gesandter. Tynjanow schreibt über das letzte Jahr 1828/29 im Leben des ehrgeizigen, dienstbeflissenen russischen Diplomaten und Dramatikers Alexander Gribojedow, russischer Botschafter in Persien.
Zur Vorgeschichte: Ab 1812 nimmt der 1795 in Moskau geborene Russe Gribojedow freiwillig am Kampf gegen Napoleon teil, quittiert 1815 den Kriegsdienst, geht nach Sankt Petersburg, tritt dort 1817 in den diplomatischen Dienst und flieht noch im Spätherbst 1817 eines Ehrenhandels wegen nach Georgien. Ab 1818 ist der junge Diplomat in Persien tätig und arbeitet ab 1822 unter General Jermolow in Tiflis. Zwischenzeitlich in Moskau und Petersburg aktiv, gerät Gribojedow nach dem Dekabristenaufstand in Untersuchungshaft, kommt ungeschoren davon und setzt im September 1826 seinen Dienst in Tiflis fort. Im Februar 1828 handelt Gribojedow unter Iwan Paskewitsch mit den Persern den Friedensvertrag von Turkmantschai aus.

## Inhalt
Die Handlung des Romans setzt Mitte März 1828 in Petersburg ein, als Gribojedow oben genannten Vertrag dem Zaren überbringt. Gribojedow, eigentlich Verseschmied – zum Beispiel Dichter der weder aufgeführten noch gedruckten Komödie Verstand schafft Leiden – will seiner verwitweten, fast bankrotten Mutter Nastassja Fjodorowna alles recht machen und quält sich als Paskewitschs Anhängsel durch den ungeliebten diplomatischen Dienst. Gribojedow wollte überhaupt nicht nach Persien, aber jener genannte Vertrag, in Täbris ausgehandelt, ist zur Hälfte Gribojedows Werk. Bevor es zur Audienz beim Zaren kommt, sucht Gribojedow im verhassten Petersburg alle möglichen Persönlichkeiten auf. Bei solcher Gelegenheit erhält er von General Jermolow gute Ratschläge: die auch in Persien präsenten Engländer meiden und Paskewitsch nicht die Arbeit abnehmen, denn Paskewitsch werde Gribojedow erst ausquetschen und dann wegwerfen. Außenminister Graf von Nesselrode, „ein graugesichtiger Zwerg“, dankt zwar seinem Besucher für den Vertrag, hält den jungen Mann aber für einen von diesen Superklugen. Gribojedow wird vom Vizekanzler von Nesselrode mit dem Sankt-Annen-Orden zweiten Grades mit Diamanten dekoriert und erhält die von ihm erbetenen viertausend Tscherwonzen. Das Geld geht umgehend an die Mutter. Diese begleicht damit sofort ihre Schulden. Eigentlich wollte Gribojedow bei von Nesselrode sein Projekt – die Industrialisierung des russischen Kaukasus innerhalb einer russisch-transkaukasischen Manufakturcompany – durchsetzen, doch er stößt auf taube Ohren.
Gribojedow schaut auch bei Freunden vorbei. Tschaadajew will den Diplomaten anpumpen, doch der Kollegienrat ist nicht bei Kasse. Faddej Bulgarin fällt dem Ankömmling um den Hals und Puschkin gibt ihm einfach die Hand.
Gribojedow muss während eines Herrenessens seine Abneigung gegen Pawel Wassiljewitsch Golenistschew-Kutusow überwinden. Dieser hatte die Exekution der fünf Dekabristen durch den Strang kommandiert, von denen Gribojedow drei gut gekannt hatte. Am Esstisch sitzt auch Benckendorff. Weil diesem die bevorstehende Audienz Gribojedows unter vier Augen beim Zaren bekannt ist, bittet der für seinen Bruder um einen Orden.
Der Herrscher äußert sich in dem Vier-Augen-Gespräch abfällig über jene Dekabristen, die im Kaukasus zur Strafe als Gemeine gegen die nichtrussischen Bergvölker kämpfen müssen.
Die Vorgänge in Persien verfolgen Gribojedow bis nach Petersburg. Ihn erreicht ein Drohbrief von Samson Chan alias Samson Makinzew. Das ist ein zum persischen Kriegsgegner vor Jahren schon übergelaufener Wachtmeister aus dem Nishni-Nowgoroder Dragonerregiment.
Von Nesselrode redet Klartext: Russland braucht für seinen Krieg gegen die Türken Geld. In Persien sind die Kontributionen einzutreiben. Der „graugesichtige Zwerg“ macht Gribojedow zum Staatsrat, schickt ihn als Bevollmächtigten Minister Russlands, also als Botschafter, nach Teheran und gibt ihm Iwan Malzow als Ersten Sekretär mit. Gribojedow  setzt als seinen Zweiten Sekretär Dr. Karl Fjodorowitsch Adelung durch. Vor der Abreise in das gefürchtete Persien, während eines Essens bei Faddej Bulgarin, kommt es in Anwesenheit Krylows zu einem weiteren Treffen mit Puschkin. Gribojedow hatte in Petersburg Fehler gemacht. Einer davon: Zur Aufführungserlaubnis seiner oben genannten Komödie hatte er sich an den obersten Zensor gewandt und war abgeblitzt worden. Zunächst führt die Reise in Gribojedows zweite Heimat Tiflis. Er möchte unter Paskewitsch Direktor des oben erwähnten Projektes werden. In Jekaterinograd war Malzow zu seinem neuen Vorgesetzten gestoßen.

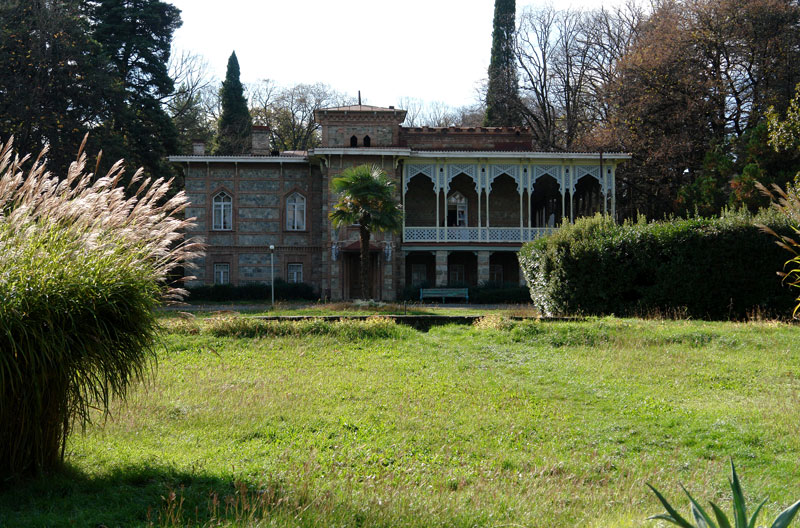
Georgien: Ninas Landgut in den Weinbergen Zinondalis

In Tiflis will Gribojedow die 15-jährige, „außergewöhnlich schöne“, füllige Nina Alexandrowna Tschawtschawadse, Tochter des Fürsten General Tschawtschawadse, heiraten. Das Mädchen besitzt ein Weingut in Zinondali. Dorthin möchte sich Gribojedow zurückziehen und dichten.
Weil Gribojedow sich um seinen Dienst in Teheran drücken will, schlägt er sich zu Schwager Paskewitsch an die russisch-türkische Front nach Achalkalaki durch. Für Paskewitsch führen Verbannte den Krieg. Gribojedow trifft auf die Dekabristen Iwan Grigorjewitsch Burzew und Michail Iwanowitsch Puschtschin. Der Feldherr Paskewitsch wird quasi von Staatsverbrechern gelenkt.  Burzew verspottet Gribojedows Idee von der Handelskompanie als  „wundervolles Poem“. Burzew will sich mit dem Diplomaten duellieren, weil dieser den Namen Rylejew im Disput mit feinem Spott überzogen hatte. Gribojedow geht dem Duell aus dem Wege. Er will dem Schwager einreden, in Tiflis könne er als Diplomat mehr bewirken als in Teheran. In Persien werde er lediglich Geisel sein. Paskewitsch entgegnet, Gribojedow solle einen Monat in Teheran aushalten. Dann werde er bei Nesselrode die Rückkehr nach Tiflis durchgesetzt haben.
Die Abreise nach Teheran verzögert sich. Gribojedow erkrankt. Doktor Adelung vermutet die in Georgien grassierende Pest. Nina bleibt am Bett des Fiebernden. Während der Genesung trifft die Allerhöchste Order ein: Gribojedow wird nach Persien entsandt. Zuvor lässt er sich am 22. August 1828 mit Nina trauen. Am 9. September reist Gribojedow in Tiflis ab und kommt am 7. Oktober zusammen mit der schwangeren Nina, den Sekretären und einigen Kosaken beim Prinzen Abbas Mirza, dem Sohn des regierenden Fath Ali Schah, in Täbris an. Der Repräsentant der Siegermacht findet ein ruiniertes Land vor. Feldherr Abbas Mirza hat seine Mittel erschöpft. Gribojedow sieht sich zum Auspressen der Kontributionen außerstande, so schreibt er nach Petersburg. Die Antwort aus der Newa-Metropole: Persien ist ein reiches Land.
Die Geschenke für den Schah sind in Astrachan steckengeblieben. Gribojedow – Oberbefehlshaber und Geisel zugleich – macht sich auf die „angeordnete Beamtenreise“ nach Teheran. Die Audienz beim Schah bringt kein nennenswertes Resultat, sondern nur ein Gefühl: die Perser wollen zahlen. Gribojedows Diener Saschka, ein Mann im Staatsdienst, wird auf dem Basar verprügelt. Etliche Vorfälle bringen die Teheraner Bevölkerung gegen die Repräsentanten der russischen Siegermacht auf. Zum Beispiel fliehen eine Armenierin und eine Deutsche aus dem Harem Alajar Chans in die Russische Botschaft in Teheran. Alajar Chan, der Erste Minister, ist ein Verwandter des Schahs. Die Botschaft ist stabil gebaut. Gribojedow kommt dem Auslieferungsersuchen also nicht nach. Als der Botschafter abreisen will, wiederholt der Russe Samson seine oben erwähnte Drohgebärde. Seine übergelaufenen russischen Gardisten machen Gribojedow lächerlich; bringen ihm ein Abschiedsständchen. Der Botschafter fordert die Auslieferung des Provokateurs; verschiebt die Abreise. Der Schah lässt Gribojedow seine Verweigerung der Auslieferung Samsons wissen. Zudem hat sich der Eunuch Hodscha Mirsa Jakub, eigentlich Jakub Markarjan aus Eriwan, in den Schutz der russischen Gesandtschaft begeben. Auch diesen Armenier gibt Gribojedow  nicht heraus. Das ist dem Mirsa Massi vom geistlichen Gericht zu viel, denn der Flüchtling ist Eigentum des Schahs. Der Mulla Msech spricht in der Imam-Sumeh-Moschee zum Volke. Was der Mulla gegen den Kafir Gribojedow gesagt hat, teilt Tynjanow dem Leser nicht mit. Der Erzähler resümiert dazu lediglich: „Der Kafir trug die Schuld an den Kriegen, dem Hunger, den Pressionen der Mächtigen, der Mißernte.“ Gegen die anstürmende Teheraner Bevölkerung – es sind ihrer zehntausend Mann – ist das Häuflein der Kosaken unterlegen. Der Erste Sekretär Malzow, ein Feigling und Verleumder seines Dienstherrn, überlebt den Vergeltungsschlag als einziger.

## Dekabristen
Tynjanow hat ein Problem. Gribojedow ist einer der wenigen Russen, die trotz ihrer Nähe zu den Dekabristen bald nach 1825 auf der Karriereleiter aufgestiegen sind. Die Problemlösung: In Tiflis schaut der frischgebackene Bevollmächtigte Minister Russlands von der Tribüne aus einer Parade zu, bei der auch Hauptmann Arkadi Iwanowitsch Maibroda, jener Denunziant Pestels, auftritt. Tynjanow wechselt nun die Erzählperspektive: In den russischen Kaukasusstreitkräften wimmelt es von ehemaligen Dekabristen. Das sind zu Gemeinen degradierte Offiziere. Zwei von ihnen, Nil Pawlowitsch Koschewnikow und Alexander Karlowitsch Berstel, haben Gribojedows Präsenz auf der Tribüne kritisch verfolgt und schmähen den Ehrgeizling nun insgeheim verbal.

## Verfilmungen
- 1969, Leningrad: Der Tod des Wesir-Muchtar. TV-Film von Wladimir Rezepter.
- 2010, Russland: Der Tod des Wesir-Muchtar. Die Liebe und das Leben Gribojedows. TV-Film von Sergei Winokurow.

## Rezeption
- Am 24. März 1929 lobt Gorki in einen Brief an Tynjanow das Buch und äußert sein Erstaunen über die gründliche Geschichtskenntnis des Autors. Der „Künstler des Wortes“ Tynjanow habe darin Bulgarin, Senkowski[A 4] und Samson[A 5] genau gezeichnet. Gribojedow sei glaubhaft dargestellt.[12]
- 1970, Krempien schreibt, Gribojedow „galt als skandalumwittert, und erst der Roman Der Tod des Wesir-Muchtar machte einen Menschen in seinem tragischen Schicksal sichtbar.“[13]
- 1975, Mierau weist auf einen neuartigen Gesichtswinkel hin, den Tynjanow mit seinem Roman biete: Gribojedow – ein ausgewiesener „Revolutionär der russischen Dramatik als zaristischer Diplomat“.[14] Gribojedows Projekt einer  russischen Ost-Indischen Kompanie in Transkaukasien in der Umgebung des Hafen Batumi wurde von der kurzsichtigen Petersburger Regierung mit der Verbannung des Reformers nach Persien beantwortet. Ein einstiger Dekabrist (Burzew, siehe oben) lehnt das frühkapitalistische Projekt als bauernfeindlich ab.[15] Mierau beschreibt das Sterben Gribojedows mit kaum überbietbarer Treffsicherheit „als einen Weg durch die Meute der Parvenüs, deren oberster der Zar selber ist und als der Gribojedow von seinen neuen Kollegen, die die Richter und Henker seiner Freunde sind, selbst angesehen wird.“[16]
- 1977, Lewin geht auf Hintergründiges bei der Beschreibung des Dichter-Dreigestirns Puschkin-Gribojedow-Bulgarin im Roman ein.[17]

### Verwendete Ausgabe
- Juri Tynjanow: Der Tod des Wesir-Muchtar. Historischer Roman. Übersetzung und Nachdichtungen von Thomas Reschke. Mit einem Vorwort von Ralf Schröder. 535 Seiten. Verlag Volk und Welt, Berlin 1974 (1. Aufl.)

### Sekundärliteratur
- Juri Tynjanow: Sekondeleutnant Saber. Die Wachsperson. Der Minderjährige W. Mit einem Nachwort von Herbert Krempien. 292 Seiten. Verlag Kultur und Fortschritt, Berlin 1970 (1. Aufl.)
- Fritz Mierau (Hrsg.): Juri Tynjanow: Der Affe und die Glocke. Erzählungen. Drama. Essays. 624 Seiten. Verlag Volk und Welt, Berlin 1975 (1. Aufl.)
- Wladimir Lewin: Wissenschaftler und Künstler, S. 358–382 in Juri Tynjanow: Wilhelm Küchelbecker, Dichter und Rebell. Ein historischer Roman. Aus dem Russischen von Maria Einstein. 400 Seiten. Verlag Volk und Welt, Berlin 1977 (2. Aufl.)